# Lucy Liu
Pour les articles homonymes, voir Liu.
Lucy Liu (劉玉玲 pinyin : Liú Yùlíng), parfois créditée Lucy Alexis Liu, est une actrice, productrice, réalisatrice, peintre et sculptrice américaine, née le 2 décembre 1968 à Jackson Heights (New York).
Révélée par son rôle dans la série Ally McBeal dès 1997, elle est également connue pour ses rôles au cinéma dans des films comme Payback (1999), Charlie et ses drôles de dames (2000) et Kill Bill : Volume 1 (2003).
Elle est également connue pour son interprétation du Dr Joan Watson dans la série policière Elementary.
Le 1er mai 2019, elle est honorée par la Chambre de commerce de Los Angeles, en recevant sa propre étoile sur le célèbre Hollywood Walk of Fame.

## Biographie

### Enfance & formation
Elle est née et a grandi dans le quartier du Queens à New York, élevée par ses parents immigrés de Taïwan. En tant que sino-américaine, Lucy Liu a toujours montré beaucoup d'intérêt pour l'héritage culturel de sa famille, et parle couramment mandarin. Sa mère, Cécilia, originaire de Pékin, est biochimiste et son père, Tom Liu, est un ingénieur civil de Shanghai.
Elle étudie à l'Université du Michigan, et y est diplômée en cultures et langues orientales. Parallèlement à ses études, elle développe ses aptitudes artistiques en danse, chant et théâtre, et elle obtient le rôle principal d'une pièce produite par son université : Alice au pays des merveilles. Cette expérience l'oriente vers la comédie, elle part s'installer à Los Angeles pour y enchaîner les auditions, bien décidée à entamer sa carrière d'actrice.

### Carrière

#### Débuts hollywoodiens et révélation télévisuelle (années 1990)

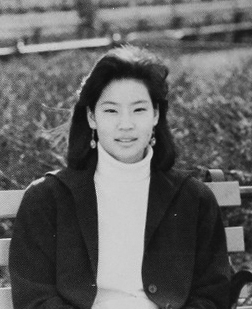
Une photographie de Lucy Liu, lors de ses études supérieures.

Elle fait ses premiers pas à la télévision en décrochant un petit rôle dans la série Beverly Hills 90210, qui rencontre un réel succès au niveau mondial et qui est considérée comme culte. Cette première incursion marque le début d'une successions d’apparitions. En effet, elle fait ses armes dans des séries comme La Loi de Los Angeles, Hercule, le show médical Urgences, elle côtoie les extraterrestres pour X-Files avant d'obtenir un rôle régulier dans la série, inédite en France, Pearl. L'actrice signe également ses débuts sur grand écran via des productions inédites et méconnues du grand public : on la retrouve dans les longs métrages Ban wo zong heng, Protozoa et Bang.
Mais elle décroche son premier rôle important dans le film Jerry Maguire, en 1996, dans lequel elle joue le rôle d'une ex-petite amie du personnage joué par Tom Cruise. Par la suite, elle multiplie les apparitions dans plusieurs séries (Nash Bridges, Michael Hayes, New York Police Blues), mais c'est en 1998, avec le personnage de Ling Woo dans la série télévisée Ally McBeal, que sa carrière sera vraiment lancée.
Lucy Liu auditionne, dans un premier temps, pour le rôle de Nelle Porter (finalement interprétée par Portia de Rossi), un autre personnage introduit en début de saison 2, mais le créateur de la série est tout de même impressionné par son talent et lui promet d'écrire un épisode pour elle. Et c'est ainsi qu'est né le personnage de Ling Woo qui finit par devenir membre du casting régulier suite à l’approbation des fans du show. La série rencontre un succès critique et public important. Écrite par un avocat de formation, David E. Kelley, la série prend place au cœur d'un cabinet d'avocats et nous dévoile les coulisses judiciaires et sentimentales des héros. Elle bénéficie d'un ton décalé, d'une image pop et luminaire et d'un cadre propice à la comédie. La prestation de Lucy est saluée par les critiques. Elle reçoit une pluie de nominations et récompenses à de prestigieuses cérémonies : elle est notamment nommée lors des Emmy Awards (l'équivalent des Oscars pour la télévision) et la distribution repart lauréate dans la catégorie Meilleure distribution lors des Screen Actors Guild Awards.
Forte d'une notoriété plus importante, l'actrice se retrouve dans des productions de premiers plans. En 1998, elle apparaît dans un rôle de dominatrice sado-maso dans le film Payback avec Mel Gibson. Ce thriller dramatique génère plus de 160 millions de dollars au box office et séduit la critique.

#### Percée au cinéma et perte de vitesse (années 2000)

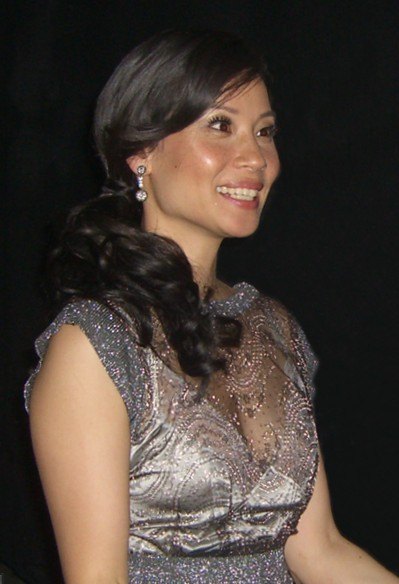
Lucy Liu, lors de l'avant-première du film Watching the Detectives, au Tribeca Film Festival, en 2007.

En 2000, elle devient l'une des « drôles de dames » dans la première adaptation cinématographique de la série télévisée, Charlie et ses drôles de dames. Aux côtés des actrices Drew Barrymore et Cameron Diaz, Lucy signe l'un de ses plus gros succès commerciaux, doté d'un budget de 92 millions de dollars, et qui en remportera plus de 263 millions en fin d'exploitation. Lucy Liu est nommée pour le titre de meilleure actrice lors des Saturn Awards et le trio d'actrices est récompensé lors de la cérémonie des MTV Movie Awards et celle des Blockbuster Entertainment Awards. La même année, elle rejoint Jackie Chan et Owen Wilson pour la comédie d'action Shanghai Kid qui rencontre également un succès critique et public.
Afin de se concentrer sur le cinéma, elle quitte Ally McBeal en début de saison 5, après quelques épisodes. Côté télévision, elle n'apparaît ensuite que le temps d'un épisode, dans la populaire série télévisée Sex and the City.
En 2002, l'actrice est à l'affiche de trois films : Cypher, Ballistic et Chicago. Le premier, pour lequel elle a réalisé elle-même ses cascades, devant subir un entraînement spécial qui lui a permis d'assurer les séquences les plus dangereuses, notamment un sauvetage spectaculaire en hélicoptère, est salué par la critique mais s'avère un cuisant échec au box office. Le second est un échec commercial retentissant malgré la présence de l'espagnol Antonio Banderas tandis que le troisième est acclamé par la critique et rencontre un fulgurant succès au box office. Chicago — dans lequel elle tient un rôle secondaire, contrairement aux deux autres, — est d'ailleurs le film le plus nommé lors de la 75e cérémonie des Oscars avec 13 nominations, 6 prix ont été gagnés.
En 2003, elle parvient à renouer avec un rôle de femme d'action important en incarnant la tueuse O-Ren Ishii, dans Kill Bill : Volume 1, l'acclamé quatrième long-métrage du célèbre réalisateur Quentin Tarantino. Le film génère plus de 180 millions de dollars et est considéré comme culte. Lucy est récompensée lors des MTV Movie Awards et nommée pour le Saturn Award du meilleur second rôle féminin.
Elle enchaîne avec deux suites : elle retrouve d'abord ses copines drôles de dames pour les besoins de Charlie's Angels 2, qui rencontre également un succès important en salles, avant de retrouver le costume d'O-Ren Ishii pour Kill Bill : Volume 2, son personnage apparaissant en flash back.
L'actrice officie également dans l'animation et participe, entre autres, aux séries télévisées Futurama, Les Simpson et elle prête sa voix à Mei dans le film Mulan 2[source secondaire souhaitée].
L'actrice enchaîne, entre 2005 et 2007, les déconvenues sur grand écran. En effet, elle est l'héroïne du drame méconnu du public 3 Needles, mais reconnu par la critique, elle obtient un second rôle dans le film d'action Domino, porté par l'actrice Keira Knightley, qui ne rencontre pas le succès espéré, puis elle joue la comédie pour Nom de Code : Le Nettoyeur qui est un échec retentissant.
Elle apparaît dans la série télévisée Joey pour un arc de plusieurs épisodes[source secondaire souhaitée], mais la série est annulée en raison de mauvaises audiences.
En revanche, elle connaît un succès surprise, mais isolé avec le thriller d'action Slevin. Elle incarne le premier rôle féminin aux côtés des acteurs reconnus Morgan Freeman, Bruce Willis et Ben Kingsley, le film est également salué par la critique. L'année d'après, elle tient le rôle principal du film fantastique Rise mais le film est boudé par la critique et ne séduit pas non plus au box office.
En 2007, elle joue les guest star pour deux épisodes de la première saison de la série Ugly Betty, avant d'obtenir l'un des rôles principaux de la série Cashmere Mafia sur ABC. Produite par Darren Star, devenu célèbre grâce à Sex and the City, la série est finalement annulée, suite à la diffusion de 7 épisodes. Une annulation principalement due à la grève de la Writers Guild of America de 2007.
Elle obtient ensuite un rôle régulier dans la deuxième saison de Dirty Sexy Money, Nola Lyons. Mais la série est annulée, fin 2008. Cette année-là marque les débuts sur grand écran de la saga d'animation Kung Fu Panda, dans lequel Lucy officie en tant que voix de l'un des personnages principaux, la Vipère. Le film est un énorme succès commercial et critique.

#### Retour télévisuel et succès (années 2010)

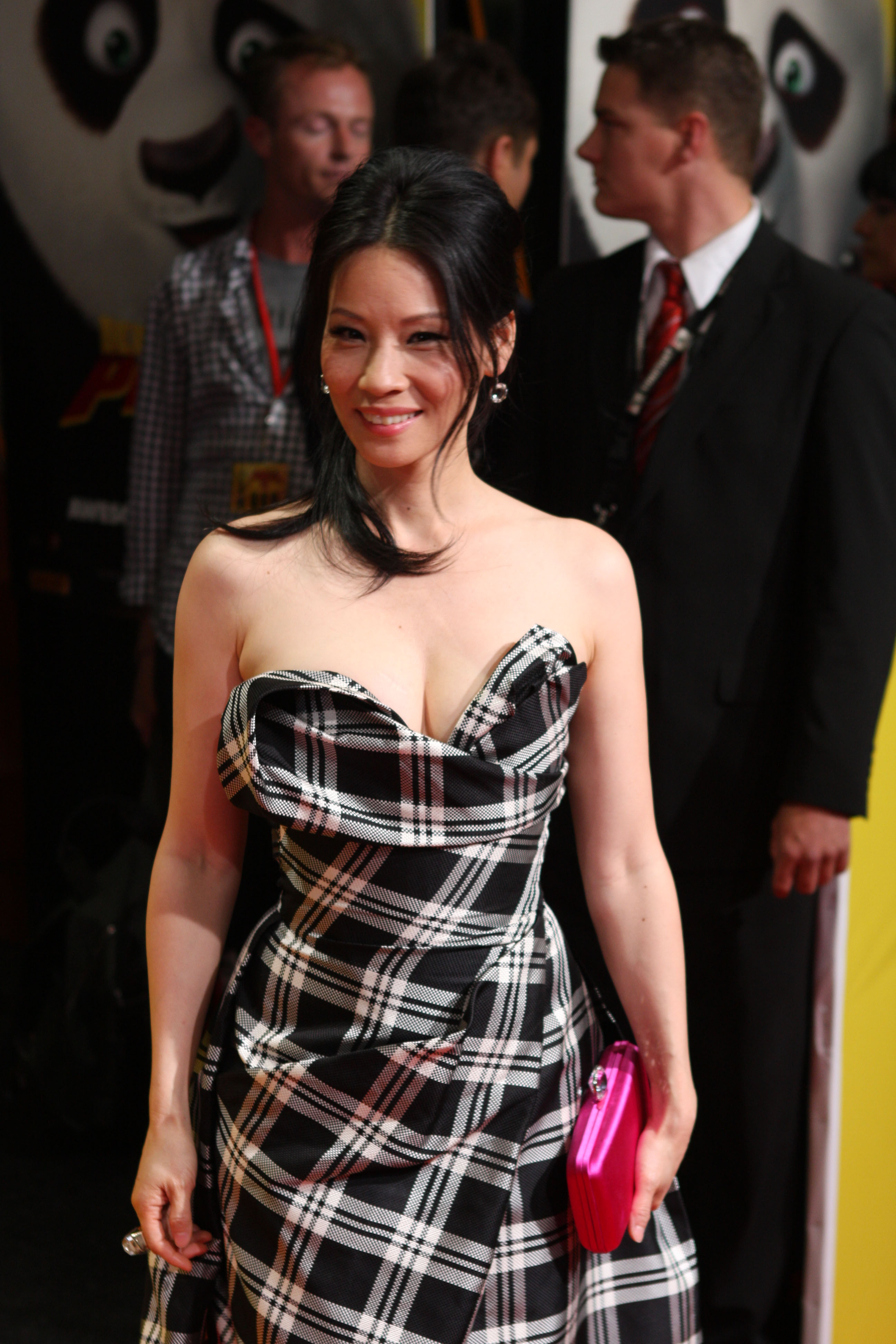
Lucy Liu en 2011 à une avant-première de Kung Fu Panda 2.

En 2010, elle est à l'affiche de la comédie dramatique The Trouble with Bliss aux côtés de Michael C. Hall (interprète principal de la série Dexter) et de Brie Larson. La même année, l'actrice occupe le rôle principal de la mini série Trois Bagues au doigt, produite par la chaîne Lifetime, qui rencontre un joli succès lors de sa diffusion, et elle reçoit une nomination au titre de meilleure actrice dans une série dramatique lors de la prestigieuse cérémonie des NAACP Image Awards.
Parallèlement, elle continue de prêter sa voix pour Kung Fu Panda 2, qui renouvelle le succès du premier opus et déclenche donc une saga à laquelle Lucy restera fidèle (y compris pour les films dérivés). Elle travaille également sur la saga centrée sur le personnage de La Fée Clochette et prête sa voix au personnage d'Ondine.
En 2012, elle fait une prestation remarquée dans la quatrième saison de Southland. Lucy reçoit le Critics' Choice Television Awards de la meilleure performance par une guest et elle est nommée lors des Gold Derby Awards et une nouvelle fois pour le NAACP Image Awards. Cette année-là, elle reçoit un Muse Awards lors du Festival New York Women in Film & Television qui récompense l'ensemble de sa carrière.
Toujours en 2012, elle obtient le premier rôle féminin dans la série Elementary, une version moderne et américaine de Sherlock Holmes. La série est un vrai succès outre-Atlantique, elle reçoit des critiques positives et réalise de bonnes audiences, permettant à son interprète d'être nommée lors des People's Choice Awards et d'être lauréate dans la catégorie Meilleure actrice lors des Teen Choice Awards.
En 2017, elle rejoint le film Future World avec Snoop Dogg, thriller post-apocalyptique réalisé par James Franco, sorti en 2018 aux États-Unis et directement en DVD pour le public français. Cette année-là, elle est aussi l’une des vedettes, aux côtés de Taye Diggs, de la comédie romantique Petits coups montés distribuée sur la plateforme Netflix. Et elle rejoint le second long métrage, en tant que réalisateur, de l'acteur Matthew Lillard, aux côtés de Thomas Sadoski. Il s'agit d'un drame romantique intitulé The Last Weekend in May qui suit une histoire d'amour extra-maritale.
En fin d'année 2018, le réseau CBS annonce que la septième saison d'Elementary sera la dernière, les scénaristes et le créateur ayant travaillé sur une réelle conclusion des intrigues. La chaîne de diffusion se félicite de la stabilité du show, en dépit de cases horaires parfois peu exposées, mais ayant généré d'importants revenus grâce à ses ventes à l'international.
Libérée de cet engagement, l'actrice ne tarde pas à retrouver un premier rôle. Elle reste fidèle au réseau CBS et signe pour jouer dans la nouvelle série de Marc Cherry, créateur de Desperate Housewives, Why Women Kill, aux côtés d'Alexandra Daddario et Ginnifer Goodwin. La série suit le parcours de trois femmes de trois époques différentes, face à l'infidélité de leur maris et le désir de vengeance.
En 2019, intronisée par Demi Moore et avec la présence de Cameron Diaz et Drew Barrymore, elle obtient son étoile sur le célèbre Hollywood Walk of Fame, placée à côté de celle d'Anna May Wong. Elle est ainsi la deuxième actrice d'origine asiatique à recevoir cet honneur.
Lucy Liu doit prochainement jouer dans le film Rosemead, un drame basé d'après une histoire vraie, qui traite de plusieurs thèmes : l'utilisation des armes aux États-Unis, la communauté asiatique et la maladie mentale.

## Vie privée

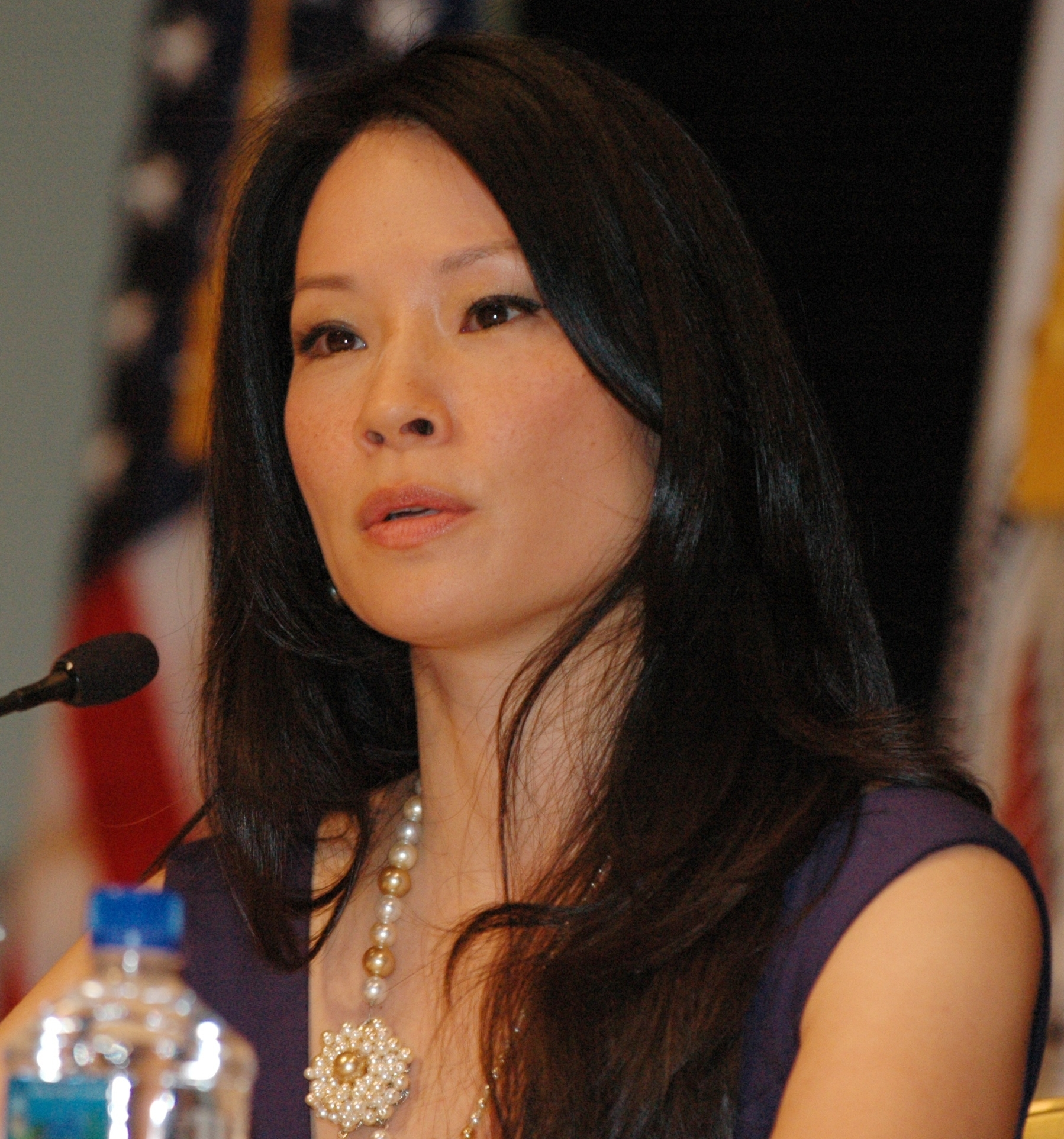
Lucy Liu, en 2009, lors d'une conférence de presse organisée par l'UNICEF autour du trafic d'êtres humains.

Lucy Liu a eu une relation avec le scénariste Zach Helm, de 2002 à 2004. Elle est ensuite en couple, de 2005 à 2007, avec l'acteur américain Will McCormark.
En août 2015, elle devient maman pour la première fois d'un petit garçon, nommé Rockwell Lloyd, né par mère porteuse.
Depuis 2004, elle est membre de l'organisation Committee of 100 visant à encourager des liens entre les États-Unis et la Chine.
Elle exprime aussi son intérêt pour la spiritualité.
Elle commence la pratique du Kali Arnis Eskrima avant sa carrière d'actrice et elle s'en est servie pour des films.

### Engagements humanitaires
Lucy Liu est engagée dans diverses activités humanitaires :
- en 2001, elle est la porte-parole du Lee National Denim Day, dont le but est de réunir des fonds pour la recherche et la sensibilisation contre le cancer du sein[42],[43] ;
- en 2004, elle est nommée ambassadrice de l’UNICEF, chargée de la collecte des fonds américains[44] ;
- en 2007, elle produit The Road to Traffik[45], un documentaire pour sensibiliser le public sur la traite des êtres humains en Asie[46] ;
- en 2011, elle est nommée porte-parole pour Human Rights Campaign, un lobby très influent aux États-Unis en matière d’égalité des droits[47] ;
- le 8 novembre 2012, elle se voit remettre le Champion of Peace Award, lors du gala annuel de Women for Women International[48] à New York, pour ses actions en tant qu’ambassadrice de l’UNICEF et ses efforts continuels depuis 2001 pour diverses causes humanitaires. Avec ce prix, Lucy Liu succède à Bill Clinton, lauréat du même prix, l’année précédente[49].

## Filmographie

### Cinéma

#### Films
- 1992 : Rhythm of Destiny d'Andrew Lau : Donna (créditée en tant que Lucy Alexis Liu[50])
- 1993 : Protozoa de Darren Aronofsky : Ari
- 1995 : Bang de Ash Baron-Cohen : Hooker
- 1996 : Guy de Michael Lindsay-Hogg : femme
- 1996 : Jerry Maguire de Cameron Crowe : une des anciennes petites amies
- 1997 : City of Crime de John Irvin : Cathy Rose
- 1997 : Gridlock'd de Vondie Curtis-Hall : Cee-Cee
- 1998 : Love Kills de Mario Van Peebles : Kashi
- 1999 : Les Adversaires (Play It to the Bone) de Ron Shelton : Lia
- 1999 : Rencontre, Amour et Sexe de Jeff Abugov : une des amies de Lydia
- 1999 : Molly de John Duigan : Brenda
- 1999 : Jugé Coupable de Clint Eastwood : vendeuse de jouets
- 1999 : Payback de Brian Helgeland : Pearl
- 1999 : Flypaper de Klaus Hoch : Dot
- 2000 : Charlie et ses drôles de dames de McG : Alex Munday
- 2000 : Shanghai Kid de Tom Dey : princesse Pei Pei
- 2001 : Hotel de Mike Figgis : Kawika
- 2002 : Chicago de Rob Marshall : Kitty
- 2002 : Cypher de Vincenzo Natali : Rita Foster
- 2002 : Ballistic (Ecks vs. Sever) de Wych Kaosayananda : agent Sever
- 2002 : Ecks contre Sever : Affrontement mortel de Wych Kaosayananda : agent Sever
- 2003 : Kill Bill : Volume 1 de Quentin Tarantino : O-Ren Ishii, alias Cottonmouth
- 2003 : Charlie's Angels : Les Anges se déchaînent ! (Charlie's Angels: Full Throttle) de McG : Alex Munday
- 2004 : Kill Bill : Volume 2 de Quentin Tarantino : O-Ren Ishii
- 2005 : 3 Needles de Thom Fitzgerald (en) : Jin Ping
- 2005 : Domino de Tony Scott : Taryn Miles
- 2006 : Slevin de Paul McGuigan : Lindsey
- 2007 : Nom de Code : Le Nettoyeur (Code Name: The Cleaner) de Les Mayfield : Gina
- 2007 : Rise de Sebastian Gutierrez : Sadie Blake
- 2007 : Watching the Detectives de Paul Soter : Violet
- 2008 : L'Année de notre vie de Patrick Sisam : Anne
- 2010 : Detachment de Tony Kaye : Doris Parker
- 2010 : Nomadas de Ricardo Benet : Susan
- 2011 : The Trouble with Bliss de Michael Knowles : Andrea
- 2012 : Someday This Pain Will Be Useful to You de Roberto Faenza : Hilda Temple
- 2012 : L'Homme aux poings de fer (The Man with the Iron Fists) de RZA : Madame Rose
- 2018 : Future World de James Franco et Bruce Thierry Cheung : la Reine
- 2018 : Petits coups montés (Set Ip Up) de Claire Scanlon : Kirsten Stevens
- 2020 : Stage Mother de Thom Fitzgerald : Sienna
- 2023 : Shazam! La Rage des Dieux de David F. Sandberg : Kalypso
- 2024 : Presence de Steven Soderbergh : Rebecca Payne
- 2024 : Old Guy de Simon West : Anata
- 2024 : Red One de Jake Kasdan : Zoe Harlow

#### Films d'animation
- 2004 : Mulan 2 : Mei (voix originale)
- 2005 : Les Simpson : Madame Wu (saison 16, épisode 12)
- 2008 : Kung Fu Panda : La Vipère (voix originale)
- 2008 : La Fée Clochette : Silvermist (voix originale)
- 2009 : Clochette et la Pierre de lune : Silvermist (voix originale)
- 2009 : Afro Samurai: Resurrection : Sio (voix originale)
- 2010 : Kung Fu Panda : Bonnes fêtes : La Vipère (voix originale)
- 2010 : Clochette et l'Expédition féerique (voix originale)
- 2011 : Kung Fu Panda 2 : La Vipère (voix originale)
- 2011 : Clochette et le Tournoi des fées : Silvermist (voix originale)
- 2012 : Clochette et le Secret des fées : Silvermist (voix originale)
- 2013 : Pixie Hollow Bake Off : Silvermist (voix originale)
- 2014 : Clochette et la Fée pirate : Silvermist (voix originale)
- 2015 : Clochette et la Créature légendaire : Silvermist (voix originale)
- 2016 : Kung Fu Panda 3 : La Vipère (voix originale)
- 2017 : Michael Jackson's Halloween de Mark A.Z. Dippé et Kyung Ho Lee : Conformity (voix originale)

### Télévision

#### Téléfilms
- 1997 : Émeutes à Los Angeles de Richard Di Lello, David C. Johnson, Alex Munoz et Galen Yuen (Riot) : Tiffany
- 2010 : Trois Bagues au doigt (Marry Me) de James Hayman : Rae Ann Carter

#### Séries télévisées
- 1991 : Beverly Hills 90210 : Courtney (saison 2, épisode 6)
- 1993 : La Loi de Los Angeles : Mai Lin (saison 8, épisode 4)
- 1994 : Coach : Nicole Wong (saison 7, épisodes 2 et 11)
- 1995 : Papa bricole : femme #3 (saison 4, épisode 16)
- 1995 : Hercule : Oi-Lan (saison 1, épisode 7 Les esclaves)
- 1995 : Urgences : Mei-Sun Leow (saison 2, épisodes 3, 4, et 5)
- 1996 : High Incident : Officier Whin (saison 1, épisodes 6 et 7)
- 1996 : X-Files : Kim Hsin (saison 3, épisode 19 La Règle du jeu)
- 1996 : Nash Bridges : Joy Powell (saison 1, épisode 1)
- 1996 - 1997 : Pearl : Amy Li (22 épisodes)
- 1997 : Michael Hayes : Alice Woo (saison 1, épisode 8)
- 1997 : Jonny Quest : Melana (saison 2, épisodes 19 et 24)
- 1997 : New York Police Blues : Amy Chu (saison 4, épisode 17)
- 1997 : Dellaventura : Yuling Chong (saison 1, épisode 2)
- 1998 - 2002 : Ally McBeal : Ling Woo (73 épisodes)
- 2001 : Sex and the City : elle-même (saison 4, épisode 10)
- 2003 - 2006 : Dreamcast saga
- 2004 - 2005 : Joey : Lauren Beck (saison 1, épisodes 12, 13 et 14)
- 2007 : Ugly Betty : Grace Chin (saison 1, épisodes 16 et 17 sur 23)
- 2008 : Cashmere Mafia : Mia Mason (saison 1, 7 épisodes)
- 2008 : Dirty Sexy Money : Nola Lyons (saison 2, 13 épisodes)
- 2012 : Southland : officier Jessica Tang (saison 4, 10 épisodes)
- 2012 - 2019 : Elementary : Dr Joan Watson
- 2016 : Girls : Detective Mosedale (saison 5, épisode 3)
- 2017 : Difficult People : Veronica Ford (saison 3, 4 épisodes)
- 2017 : 1, rue Sésame : Guest star (1 épisode)
- 2019 : Why Women Kill : Simone Grove (rôle principal, 10 épisodes)
- 2024 : A full man : Joyce Newman

#### Séries d'animation
- 2001-2002 : Futurama : elle-même (saison 3, épisode 15 et saison 4, épisode 4)
- 2002 : Les Rois du Texas : Tid Pao (saison 7, épisode 3)
- 2004 : Game Over : Raquel Smashenburn (6 épisodes)
- 2004 : Jackie Chan : Jade adulte (saison 4, épisode 11)
- 2004-2007 : Maya et Miguel : Maggie Lee (9 épisodes)
- 2011-2016 : Kung Fu Panda : L'Incroyable Légende : La Vipère (45 épisodes)
- 2018 : Animals. : Yumi (3 épisodes)
- 2021 : Scooby-Doo et Compagnie (Scooby-Doo and Guess Who?) : elle-même  (saison 2, épisode 17)
- 2021 : Star Wars: Visions : la chef des bandits (doublage pour la version anglophone - épisode The Duel)

### Jeux vidéo
- 2001 :  SSX Tricky : Elise Riggs (voix originale)
- 2012 : Sleeping Dogs : Vivienne Lu (voix originale)[51],[52]

### Comme productrice
- 2006 : Freedom's Fury (documentaire)
- 2007 : Code Name: The Cleaner (long métrage)
- 2009 : Redlight (documentaire)

### Comme réalisatrice
- 2011 : Meena (long métrage)
- 2014-2018 : Elementary (série télévisée, 6 épisodes)
- 2015 : Graceland (série télévisée, saison 3, épisode 10)
- 2018 : Luke Cage (série télévisée, saison 2, épisode 1)
- 2018 : Why Women Kill (série télévisée, saison 1, épisode 8)

## Distinctions
Sauf indication contraire ou complémentaire, les informations mentionnées dans cette section proviennent de la base de données IMDb.
- Le 1er mai 2019, elle décroche la 2662e étoile du Hollywood Walk of Fame[34].

### Récompenses

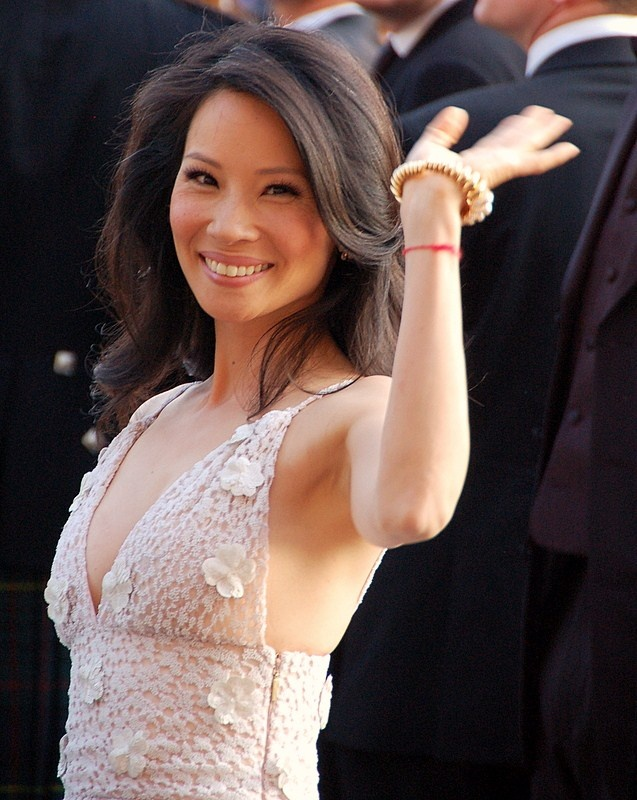
Lucy Liu au festival de Cannes 2008.

- 5e cérémonie des Screen Actors Guild Awards 1999 : Meilleure distribution pour une série télévisée comique pour Ally McBeal (1998-2002) partagée avec Gil Bellows, Lisa Nicole Carson, Portia de Rossi, Calista Flockhart, Greg Germann, Jane Krakowski, Peter MacNicol, Vonda Shepard et Courtney Thorne-Smith.
- 1999 : Online Film & Television Association Awards de la meilleure actrice dans un second rôle dans une série télévisée comique pour Ally McBeal (1998-2002).
- Blockbuster Entertainment Awards 2001 : 
  - Lauréate dans la catégorie Équipe d'action pour la catégorie Coup de cœur (Internet seulement) pour Charlie et ses drôles de dames (2000) partagée avec Drew Barrymore et Cameron Diaz.
  - Lauréate dans la catégorie meilleure actrice dans un second rôle dans un film d'action pour Shanghai Kid (2000).
- 2001 : MTV Movie Awards de la Meilleure Distribution pour Charlie et ses drôles de dames (2000) partagée avec Drew Barrymore et Cameron Diaz.
- 8e cérémonie des Critics' Choice Movie Awards 2003 : Meilleure distribution dans une comédie musicale pour Chicago (2002) partagée avec Christine Baranski, Ekaterina Chtchelkanova, Taye Diggs, Denise Faye, Colm Feore, Richard Gere, Deidre Goodwin, Mya, Queen Latifah, Susan Misner, John C. Reilly, Dominic West, Renée Zellweger et Catherine Zeta-Jones.
- 9e cérémonie des Screen Actors Guild Awards 2003 : meilleure distribution dans une comédie musicale pour Chicago (2002) partagée partagée avec Christine Baranski, Ekaterina Chtchelkanova, Taye Diggs, Denise Faye, Colm Feore, Richard Gere, Deidre Goodwin, Mya, Queen Latifah, Susan Misner, John C. Reilly, Dominic West, Renée Zellweger et Catherine Zeta-Jones.
- Young Hollywood Awards 2003 : Lauréate du Prix Adrenaline Rush.
- MTV Movie Awards 2004 : Lauréate du Prix de la Meilleure Méchante pour Kill Bill : Volume 1 (2000);
- 2012 : Critics' Choice Television Awards de la meilleure actrice invitée dans Southland (2011).
- New York Women in Film & Télévision 2012 : Lauréate du Prix Muse pour l'ensemble de sa carrière
- 2013 : Seoul International Drama Awards de la meilleure actrice dans une série télévisée dramatique pour Elementary (2012-2019).
- 15e cérémonie des Teen Choice Awards 2013 : Meilleure actrice dans une série télévisée dramatique pour Elementary (2012-2019).

### Nominations
- Primetime Emmy Awards 1999 : Meilleure actrice dans un second rôle dans une série télévisée comique pour Ally McBeal (1998-2002).
- Viewers for Quality Television Awards 1999 : meilleure actrice dans un second rôle dans une série télévisée comique pour Ally McBeal (1998-2002).
- American Comedy Awards 2000 : meilleure actrice dans un second rôle pour Ally McBeal (1998-2002).
- Blockbuster Entertainment Awards 2001 : Meilleure actrice de film d'action dans un second rôle pour Shanghai Kid.
- MTV Movie Awards 2001 : Meilleure costume pour Charlie et ses drôles de dames.
- NAACP Image Awards 2000 : Meilleure actrice dans un second rôle pour Ally McBeal (1998-2002).
- 6e cérémonie des Screen Actors Guild Awards 2000 :
  - Meilleure distribution pour une série télévisée comique pour Ally McBeal (1998-2002) partagée avec Gil Bellows, Lisa Nicole Carson, Portia de Rossi, Calista Flockhart, Greg Germann, Jane Krakowski, Peter MacNicol, Vonda Shepard et Courtney Thorne-Smith.
  - Meilleure actrice dans une série télévisée comique pour Ally McBeal (1998-2002).
- 27e cérémonie des Saturn Awards 2001 : meilleure actrice dans un second rôle pour Charlie et ses drôles de dames
- 7e cérémonie des Screen Actors Guild Awards 2001 : Meilleure distribution pour une série télévisée comique pour Ally McBeal (1998-2002) partagée avec Lisa Nicole Carson, Portia de Rossi, Robert Downey Jr., Calista Flockhart, Greg Germann, Jane Krakowski, James Le Gros, Peter MacNicol et Vonda Shepard.
- The Stinkers Bad Movie Awards 2002 : Pire actrice pour Ballistic
- Phoenix Film Critics Society Awards 2003 : Meilleure distribution dans un film pour Chicago
- Gold Derby Awards 2003 : Meilleure Distribution pour le film Chicago
- Golden Schmoes Awards 2003 : meilleure actrice dans un second rôle de l'année pour Kill Bill : Volume 1
- 30e cérémonie des Saturn Awards 2004 : meilleure actrice dans un second rôle pour Kill Bill : Volume 1.
- MTV Movie Awards 2004 : Meilleure séquence de danse dans Charlie's Angels 2 (2003) Drew Barrymore et Cameron Diaz.
- NAACP Image Awards 2011 : Meilleure actrice dans une mini-série ou un téléfilm pour Trois Bagues au doigt
- Gold Derby Awards 2012 : Meilleure actrice invitée dans une série télévisée dramatique pour Southland (2012).
- 44e cérémonie des NAACP Image Awards 2013 2013 : Meilleure actrice dans un second rôle pour Southland (2012).
- TV Guide Awards 2014 : Duo préféré dans une série télévisée dramatique pour Elementary (2012-2019) partagée avec Jonny Lee Miller
- Prism Awards 2014 : Meilleure interprétation par une actrice dans une série télé dramatique pour Elementary (2012-2019).
- 41e cérémonie des People's Choice Awards 2015 : Actrice dramatique TV préférée pour Elementary (2012-2019).
- 42e cérémonie des People's Choice Awards 2016 : Actrice dramatique TV préférée pour Elementary (2012-2019).
- 43e cérémonie des People's Choice Awards 2017 : Actrice dramatique TV préférée pour Elementary (2012-2019).

## Expositions artistiques
Elle réalise des expositions à travers le monde depuis 1993. La dernière étant en 2019.

## Dans la culture populaire
Elle joue son propre rôle dans deux épisodes de la série d'animation Futurama de Matt Groening, I Dated a Robot (saison 3, épisode 15) et Love and Rocket (saison 4, épisode 3) mais également dans l'épisode 17 de la saison 2 de Scooby-Doo et Compagnie, « The Tao of Scoob ».

## Voix francophones
Depuis 1999 et le film Les Adversaires, Lucy Liu est doublée par Laëtitia Godès dans la quasi-intégralité de ses apparitions. Elle la retrouve notamment dans Ally McBeal, les films Charlie's Angels et Kill Bill, Chicago, Domino, Dirty Sexy Money, Elementary, Petits coups montés ou encore Why Women Kill. Elle est également doublée en 1995 par Julie Turin dans Urgences ainsi qu'à trois reprises par Yumi Fujimori dans Payback, Shanghai Kid et Avalonia.
En version québécoise, elle est notamment doublée par Anne Dorval, cette dernière étant sa voix dans Ally McBeal, Le Cowboy de Shanghai, Chicago, Tuer Bill, volume 1, Domino ou encore L'Homme aux poings de fer. À titre exceptionnel, Charlotte Bernard la double dans Corps et Âme.